# Större blomstickare
Större blomstickare (Diglossa major) är en fågel i familjen tangaror inom ordningen tättingar.

## Utseende och läte
Större blomstickare är en liten och aktiv sångarliknande tätting med den för släktet typiska uppböjda och krokförsedda näbben, lite som en burköppnare. Grå fjäderdräkt kontrasterar med kastanjebruna undre stjärttäckare, svart ögonmask, svart haka och silvergrå näbb. Jämfört med andra blomstickare är den betydligt större. Sången är udda, en blandad serie med ljusa pipande toner och hårda raspiga. De förra avges också som kontaktläte.

## Utbredning och systematik
Större blomstickare förekommer i tepuis och delas in i fyra underarter:
- Diglossa major gilliardi – södra Venezuela (Auyan-tepui i sydöstra Bolívar)
- Diglossa major disjuncta – sydöstra Venezuela (savannen i Bolívar)
- Diglossa major chimantae – sydöstra Venezuela (Chimantáa-tepui i Bolívar)
- Diglossa major major – sydöstra Venezuela och näraliggande norra Brasilien (Uei-tepui i Roraima)

## Levnadssätt
Större blomstickare hittas i höglänta skogar, över 1000 meters höjd i tepuier. Där är den lokalt ganska vanlig i fuktiga skogar och buskmarker. I mer högväxt skog ses den huvudsakligen i trädtaket men kan också röra sig ner till undervegetationen. Den påträffas ofta vid fruktbärande och blommande träd. Likt andra blomstickare livnär den sig på nektar som den tar genom att punktera blommor med den speciellt utformade näbben. Den tar även frukt. Fågeln slår ofta följe med kringvandrande artblandade flockar.

## Status
Trots det begränsade utbredningsområdet och det faktum att den tros minska i antal anses beståndet vara livskraftigt av internationella naturvårdsunionen IUCN.